# Special care
Special care is een lied van Buffalo Springfield dat werd geschreven door Stephen Stills. Het verscheen in 1968 op een single met Kind woman op de B-kant. De single sloeg niet aan. Het stond dat jaar ook op het laatste album van de band, Last time around.  Later kwam het nog meermaals terug op verzamelalbums van deze band, van Poco en van Stills solo.

## Tekst en muziek
Het is een psychedelisch rocknummer dat begint op de piano in de stijl van het nummer Black crow blues van Bob Dylan. Er komt vervolgens bijval van een razend orgel en twee sologitaren. Het geheel wordt aangevuld met paranoïde tekstdelen als (vertaald): Daar sta je op de hoek en staart naar mij. Wil je me graag neerschieten?  Volgens een recensie in Rolling Stone gelijkt het schreeuwende stemgeluid van Stills met iemand die op dat moment wordt weggesleept. 

## Uitvoeringen en covers
Het nummer verscheen op het album Last time around (1968). Later kwam het ook nog terug op verzamelwerken, zoals Buffalo Springfield (1973) en Box set (2001). Ook stond het op het album Gost town (1982) van zijn band Poco en op zijn eigen albums Stephen Stills live  en zijn boxset met de titel Carry on (2013).
In 1970 verscheen er een cover van Doris Troy op zijn gelijknamige album. Daarnaast verscheen er een jaar later nog een versie van de Amerikaanse rockband Fanny.